# 賀斯卡·洛迪古斯
賀斯卡·洛迪古斯·安特克拉 （Óscar Rodríguez Antequera，1980年4月17日－），生於西班牙西維爾，西班牙足球運動員，司職中堅，出身於西班牙球會西維爾並曾在西甲上陣。

## 球員生涯
賀斯卡生於西班牙西維爾，出身於西甲球會西維爾，於2014年5月28日標準流浪於主場迎戰華倫西亞及維拉利爾的LFP全球挑戰賽亞洲站，正在試腳的賀斯卡於以1–3不敵華倫西亞中取得入球協助標準流浪以1和1負得3分成為賽事亞軍，2014年7月正式加盟香港超級聯賽球隊標準流浪， 於2014年12月20日聯賽盃B組以0–8不敵傑志後，標準流浪賽後宣布即時與賀斯卡解約。 在2015年6月1日國際七人賽銀盾賽決賽協助流浪以3–1友誼聯賽選手隊捧走主賽銀盾賽冠軍。

## 外部連結
- 香港足球總會球員註冊資料 （页面存档备份，存于）